# Otto Heinrich von Callenberg
Otto Heinrich von Callenberg (* 20. Oktober 1601 in Wettesingen bei Volkmarsen; † 23. November 1644 in Lucklum bei Wolfenbüttel) war ein deutscher Politiker und Offizier.

## Leben
Callenberg war der Sohn des Obristlieutenant in französischen Diensten Hermann von Callenberg und dessen Ehefrau Margaretha, einer Tochter von Otto Heinrich von Bodenhausen. Sein Bruder war Kurt Reinicke von Callenberg.
Als 1610 Callenbergs Vater starb, konnte er mit einem kleinen Erbe die Lateinschule in Kassel besuchen. Anlässlich öffentlicher Schießübungen fiel Callenberg 1613 dem Landgrafen Moritz von Hessen-Kassel auf und offerierte ihm den Besuch seines Collegium Mauritianums.
Ab 1615 war Callenberg für zwei Jahre am landgräflichen Hof in Kassel tätig. 1617 warb ihn der Herzog Johann Albrecht II. von Mecklenburg-Güstrow ebenfalls als Page ab.
1619 schloss sich Callenberg dem Militär an. Bis 1621 diente er unter seinem Verwandten Ludwig Heidenreich von Callenberg im Unionsheer. Unter Zeitzeugen wurde Callenberg oft nur Der Aventurier genannt. Anschließend schloss sich Callenberg bis 1625 Christian von Halberstadt an.
Nach Hause kam Callenberg erst wieder 1625. Dort wurde er schon nach kurzem zum hessischen Landkommissar berufen. Im darauf folgenden Jahr nahm Fürst Ludwig I. von Anhalt-Köthen Callenberg in die Fruchtbringende Gesellschaft auf. Der Fürst verlieh ihm den Gesellschaftsnamen der Erweichende und das Motto die Brust. Als Emblem wurde Callenberg die Zirbelnüsse <Pinus cembra L. oder Pinus pinea L.> zugedacht. Im Köthener Gesellschaftsbuch findet sich Callenbergs Eintrag unter der Nr. 132. Nach derzeitigem Stand der Forschung verfasste Callenberg nie ein Reimgesetz.
Mit 30 Jahren trat Callenberg als Rittmeister in die Armee des Landgrafen Wilhelm V. von Hessen-Kassel. Nach dem Sieg bei Hessisch-Oldendorf am 28. Juni 1633, zudem Callenberg Einiges beigetragen hatte, ernannte man ihn zum Obristlieutenant.
Dann aber verließ Callenberg sein Kriegsglück. Am 22. Oktober 1636 kapitulierte er als Kommandeur der Festung Hamm. Nach nur zehntägiger Belagerung übergab er die Festung den kaiserlichen Truppen und dafür brachte ihn Landgraf Wilhelm V. vors Kriegsgericht.
In einem langwierigen Prozess wurde Callenberg freigesprochen, doch er verließ als gebrochener Mann das Militär. Im September 1638 trat er in den deutschen Orden ein. Als Administrator verwaltete er die Ballei Ober- und Niedersachsen von seinem Amtssitz Lucklum. Außerdem war er für den Orden als Komtur von Weddingen (bei Goslar) und Demitz (bei Bischofswerda) tätig. Diese Ämter hatte er bis an sein Lebensende inne.
Im Alter von 43 Jahren starb Otto Heinrich von Callenberg am 23. November 1644 in Lucklum bei Wolfenbüttel.
| Personendaten    | Personendaten                    |
| ---------------- | -------------------------------- |
| NAME             | Callenberg, Otto Heinrich von    |
| KURZBESCHREIBUNG | deutscher Offizier und Politiker |
| GEBURTSDATUM     | 20. Oktober 1601                 |
| GEBURTSORT       | Wettesingen bei Volksmarsen      |
| STERBEDATUM      | 23. November 1644                |
| STERBEORT        | Lucklum bei Wolfenbüttel         |